# Стицање без основа
Стицање без основа постоји када неко чинидбом или на други начин стекне нешто што му по праву не припада. Стицање без основа или како се још назива правно неосновано обогаћење је посебан извор облигација, мањег значаја и обухватности него уговор или проузроковање штете. Опште је правило да се нико не може обогатити без правног основа, на туђ рачун.
Из тога настаје облигациони однос у коме је обогаћени дужник, а осиромашени повјерилац. Осиромашени има право потраживати да се оно што је обогаћени примио врати. Када неки дио имовине једног лица пређе, на било који начин, у имовину другог лица, а тај прелаз нема свој правни основ у неком правном послу или у закону, обогаћени стицалац дужан је вратити га, кад је то могуће, или накнадити.

## Елементи
- обогаћење (повећање имовине)
- на туђ рачун (друго лице осиромашило)
- без правног основа (основ је оно што правно објашњава пренос вриједности из једне имовине у другу)

## Случајеви правно неоснованог обогаћења
1. Исплата недугованог када неко исти дуг плати два пута онда има право тражити враћање по по општим правилима (тужба-condictio in debiti). Код цесије када дужник исплати старом повјериоцу, а био је обавијештен о новом, моћи ће да тражи поврат и мораће да плати новом. Долази радњом осиромашеног.
2. Исплата за будућност по правном основу који се није остварио. Онај ко ради постизања неког, према садржају правног посла, намјераваног успјеха свјесно изврши неку недуговану чинидбу, може захтијевати враћање стеченог ако до тог успјеха не дође (тужба-condictio ob causam futuram) Долази радњом обогаћеног лица (противправно одузимање, потрошња или прерада).
3. Исплата с обзиром на правни основ који је касније отпао (тужба-condictio ob causam finitam). Може отпасти радњом 3. лица или спољњим догађајем. тада се разматра питање савјесности и веће вриједности.
Обогаћени је дужан вратити што је примио без основа: ако је ствар индивидуално одређена, враћа ствар ако може или накнада; ако су плодови, поставља се питање савјесности- ако је савјестан задржава их, даном сазнања постаје несавјестан;.
Трошкови: Обогаћени, ако је био савјестан, има право на накнаду нужних и корисних трошкова, док несавјестан има право само на накнаду нужних и корисних до износа повећања вриједности ствари у тренутку враћања.
Тужба из правно неоснованог обогаћења се назива кондикција, долази у обзир када других правних средстава нема, јер стицање без основа има супсидијаран карактер. Обично ће се поднијети тужба за испуњење обавезе или тужба за накнаду штете.